# 一平荘
一平荘（いっぺいそう）は、埼玉県比企郡嵐山町の旅館跡地。

## 概要
経営者であった庄田吉勝は、石川県金沢市出身、老舗の料亭（菊屋）の第一子として生まれた。第二次大戦中は軍属として旧満州へ渡る。引き上げ後、戦前からの高級料亭「神楽坂一平荘」の再建を行う。
昭和初期、本多静六により、渓谷美が京都府の嵐山に似ていると武蔵嵐山（むさしらんざん）と命名されて紹介され、多くの人々が訪れるようになった。この頃渓谷の上に料理旅館「松月楼」が開業。
東武東上線の菅谷駅も1936年（昭和11年）に武蔵嵐山駅に改名、駅から観光客の長蛇の列が渓谷まで続くほど人気のスポットとなった。与謝野晶子が娘の藤子と訪れ、渓谷の自然をテーマに短歌を詠んだりしたが、戦後は振るわず、経営者が同族の庄田吉勝に代わって当時神楽坂にあった割烹「一平荘」の支店として「武蔵嵐山一平荘」と改名して昭和30年ころから営業した。
昭和50年に庄田の死亡により閉店、放置されていたが、昭和54年に焼失した（死亡者は無し、飼い犬も保護）。以降、経営権を引き継いだ庄田の二女により管理を嵐山町に委譲し、現在は嵐山町トラスト地として整備が完了。若干の建物の基礎のコンクリートの痕跡があったが、今は無くなっている。